# Oleksij Barkalov
Oleksij Stepanovyč Barkalov (in ucraino Олексій Степанович Баркалов?; Vvedenka, 18 febbraio 1946 – Kiev, 9 settembre 2004) è stato un pallanuotista sovietico, vincitore di due medaglie d'oro alle Mosca 1980 e di Monaco 1972 ed una d'argento alle olimpiadi di Città di Messico 1968.